# Condado de Elk (Pensilvania)
El condado de Elk (en inglés: Elk County) fundado en 1843 es uno de 67 condados en el estado estadounidense de Pensilvania. En el 2000 el condado tenía una población de 35,112 habitantes en una densidad poblacional de 16 personas por km². La sede del condado es Ridgway.

## Geografía
Según la Oficina del Censo, el condado tiene un área total de 2155 km² (832 mi²), de la cual 2069 km² (798,8 mi²) es tierra y 83 km² (32,0 mi²) (0.43%) es agua.

### Condados adyacentes
- Condado de McKean (norte)
- Condado de Cameron (este)
- Condado de Clearfield (sur)
- Condado de Jefferson (suroeste)
- Condado de Forest (oeste)
- Condado de Warren (noroeste)

## Demografía
Según el censo de 2000, había 35,112 personas, 14,124 hogares y 9,745 familias residiendo en la localidad. La densidad de población era de 16 hab./km². Había 18,115 viviendas con una densidad media de 55 viviendas/km². El 98.96% de los habitantes eran blancos, el 0.15% afroamericanos, el 0.09% amerindios, el 0.35% asiáticos, el 0.04% isleños del Pacífico, el 0.10% de otras razas y el 0.31% pertenecía a dos o más razas. El 0.40% de la población eran hispanos o latinos de cualquier raza.

## Localidades

Localidades del condado de Elk

### Ciudades
St. Marys 

### Boroughs
Johnsonburg |
Ridgway 

### Municipios
Benezette |
Fox |
Highland |
Horton |
Jay |
Jones |
Millstone |
Ridgway |
Spring Creek 

### Lugares designados por el censo
Byrnedale |
Force

### Áreas no incorporadas
James City |
Loleta |
Wilcox 